# Basilio Constantin
Basilio Constantin fue un fotógrafo que desarrolló casi toda su labor en Venezuela a mediados del siglo XIX. No se sabe con exactitud su nacionalidad, presuntamente fue francés, aunque algunos historiadores le atribuyen la nacionalidad rusa. Se desconoce su fecha de nacimiento y muerte.

## Biografía
Según el escritor Aquiles Nazoa, Constantin fotografió al general José Antonio Páez hacia 1844. Sin embargo, las primeras noticias sobre este fotógrafo en Caracas datan de septiembre de 1850, cuando ofrece en la prensa local sus daguerrotipos coloreados en miniatura y la enseñanza de esta técnica a los interesados en practicarla. Constantin también ofrecía retratar cadáveres, actividad habitual para los fotógrafos de mediados del siglo XIX.
Para marzo de 1852 Constantin contrata por un año al pintor venezolano Gabriel José Aramburu para colorear los daguerrotipos sobre papel y marfil. Esta asociación se anuncia en prensa, garantizando “la firmeza del grabado y la indestructibilidad de sus tintas.”
El 12 de mayo de 1852 Constantin solicitó a la Secretaría del Interior y Justicia el privilegio oficial para “sacar retratos en papel”, que fue aprobada con la obtención de la patente legal el 11 de junio de 1852. Constantin alegaba que estaba introduciendo una técnica novedosa, nunca practicada con anterioridad en el país. Así obtuvo la exclusividad de ser el único fotógrafo autorizado legalmente para hacer uso de la máquina daguerreana, para realizar daguerrotipos con soportes de papel y marfil, durante tres años en Venezuela.
Pese a este privilegio en junio del mismo año, dejaba sus equipos a Santiago Brito por motivos de viaje.
En octubre de 1854 Gabriel José Aramburu y José Leandro Montbrún Otero denunciaban a Basilio Constantin ante el gobierno venezolano por haber obtenido el privilegio mediante falacias, ya que “Constantín no estaba introduciendo ningún arte nuevo, pues desde mucho antes éste ya había practicado en Venezuela la fotografía en papel, como lo prueban los avisos publicados por él mismo en la prensa capitalina antes de obtener la exclusividad.”  Además los retratos que obtenía eran de mala calidad, corregidos por el pintor Aramburu. El ejecutivo concede la razón a los demandantes, por lo que finaliza la exclusividad de Constantin.
En 1854 Constantin comunicaba en la prensa la venta de retratos del doctor José María Vargas en su casa, a 10 reales el ejemplar. En noviembre de 1855 anunciaba retratos con la técnica del ambrotipo. En 1856 Constantin ofrece en venta algunos de sus equipos para hacer retratos sobre vidrio o papel, por tener que ausentarse por problemas de salud. En febrero de 1857 ofrecía melanotipos sobre planchas de hierro, cuero, hule, madera, cartón y vidrio barnizado, en su taller de la calle Orinoco, entre Pajaritos y Mercaderes.
En la Gaceta Oficial de julio de 1857 se le otorga la patente de una máquina fotográfica que bautizó como “pantográfo”. Ese mismo año deja sus equipos a su socio Francisco Serrano y viaja a Estados Unidos. A su regreso ofrece en la prensa nuevas innovaciones como ambrotipos a colores, halotipos, melanotipos y cromotipos, además de “fotografiar niños por muy pequeños que sean”.
En Maracaibo, Théodore Lacombe anuncia en El Fonógrafo su asociación con Basilio Constantin para fotografiar “sobre papel y vidrio; retratos con colores al óleo y miniatura; y ambrotipos” en julio de 1860. Apenas un mes después se disuelve esta asociación.
No vuelven a encontrarse noticias sobre Basilio Constantin en la prensa nacional.